# Solar dos Andradas
El Solar dos Andradas fue un edificio construido en el siglo XVIII en la cima de la colina de Santana, en la zona norte de la ciudad de São Paulo, Brasil. Fue residencia de José Bonifácio de Andrada e Silva y el lugar donde escribió la famosa carta dirigida a Pedro I que dio lugar al Dia do Fico en 1822. Fue demolido en 1917 y, en ese lugar, se levantó el Centro de Preparación de Oficiales de Reserva de São Paulo.